# 不法行為
不法行為（ふほうこうい）とは、ある者が他人の権利ないし利益を違法に侵害する行為。また、その場合に加害者に対して被害者の損害を賠償すべき債務を負わせる法制度である。
以下、民法については条数のみ記載する。

## 概説
不法行為は、民法学上、事務管理や不当利得と同じく、法律の規定により発生する法定債権として位置付けられている。不法行為責任は、契約責任のように特定の法律関係にある者の間にのみ生じるものではなく、特定の法律関係にない者の間においても一定の要件の下に生じうることに特徴がある。
この制度は、契約と並んで債権法中の主要な地位を占め、理論上も実際上も極めて重要な法制度であり大きな社会的機能を有する。

### 制度趣旨
不法行為制度は人類の歴史とともに始まるとされ、加害者の処罰、被害者の満足、損害の填補、社会秩序の回復、反社会的行為の防止といった機能を有するとされる。
その後の民事責任と刑事責任の分化や保険制度の普及の結果、不法行為制度における加害者の制裁・処罰や社会秩序の回復の機能は後退し、不法行為制度の現代的機能は損害の填補や将来における不法行為の抑止に重点が置かれるようになっている。

### 過失責任の原則
古くはゲルマン法における原因主義のように行為者は侵害という結果を生じた場合には責任を負うものとする法制がみられたとされる。
その後、初期市民社会の成立とともに不法行為の成立要件についても厳格に解されるようになり、不法行為の成立には行為者に対する非難可能性として過失（主観的な予見可能性）が必要であると解されるようになり、それは資本主義勃興期において個人の自由な活動を保障する機能を果たしたとされる。
過失責任の原則は不法行為の成立要件として故意または過失を要するとするもので、その下での不法行為制度は個人の自由な活動に対しての最小限度の限界を画するものとして機能しており、過失責任の原則は民法上の重要な法原則として今日もなお妥当する。
しかし、産業革命を経て、巨大な資本の下に高度な科学的設備をもつ企業が登場するとともに自動車の普及など社会生活は複雑化の度合を深め、民法典の解釈としても不法行為要件の緩和が図られてきたとされる。
日本においても個人の自由保障を重視して、民法典においてはあくまで過失責任原則を維持し、無過失責任は特別法の制定に待つべきとの立場が採られたとされ、実際、高度成長期の急激な経済の発展や社会生活の大きな変化によって多くの特別法の制定を促し、また、被害者救済という目的を達成するための制度として、損害保険・傷害保険、各種の賠償責任保険、公的救済制度などが発達するに至った。

### 一般不法行為と特殊不法行為
日本法では不法行為については原則として故意または過失によって他人の権利・利益を侵害した場合にその損害賠償義務を負う（民法第709条）。これを一般不法行為といい、原告が被告の故意・過失の立証責任を負う過失責任主義をとっている。一方、民法（民法第714条以下）及び特別法において立証責任の転換や無過失責任の規定が設けられるなど一般不法行為における原則が修正された特殊不法行為が定められている。

## 一般不法行為
一般不法行為の成立要件は以下の通りである（709条）。
1. 加害者の故意・過失
2. 権利侵害
3. 損害の発生
4. 侵害行為と損害発生との間の因果関係
5. 加害者の責任能力
6. 違法性

以上のうち1から4についてはそれらが「ある」ことを立証する責任が原告（被害者）側にあり、5と6についてはそれらが「ない」ことを立証する責任が被告（加害者）側にある（被告側の抗弁事由）。

### 故意・過失

#### 故意と過失の意義
故意とは結果発生を認識し容認していること、過失とは結果発生を認識すべきであったにもかかわらず認識しなかったことをいう。
比較法においては故意不法行為と過失不法行為を区別する法制が多いが、日本法は故意による不法行為と過失による不法行為を区別しておらず不法行為の要件という点において故意と過失を峻別する意義は大きくはない（通説）。
ただし、近時、過失の概念は後述のように客観化されて捉えられており、なお主観的要件とされる故意とは性質を異にするとの指摘がある。
なお、特別法において結果回避義務・注意義務の強化を徹底し、不法行為の成立において過失を要件としない無過失責任あるいは注意義務の立証によってのみ免責を認める中間責任を定めた立法も多く制定されるようになっている（#特殊不法行為を参照）。

#### 過失概念の変遷
過失の概念については変遷がある。かつて学説は過失を不注意の心理状態として理解していたが、その後、過失は行為者の心理状態ではなく結果を回避すべき行為を怠ったという行為義務違反であると捉えられるようになった。そして、過失が損害を回避する行為義務（結果回避義務）を怠ったことを意味するとすれば、行為者の責任を問うには、その前提として行為者自身が損害の発生という結果が予測できること（予見可能性）が前提として必要と考えられる。日本の民法が成立した1890年代には過失主義が採用されており、過失又は故意が存在しない場合は損害賠償義務も存在しないと見做されていたが、1909年の日本醤油品質偽装事件によって使用者責任や無過失責任の法理も展開された。そこで今日の学説では、不法行為における過失とは、予見可能性があったにもかかわらず損害の発生という結果を回避すべき義務を怠ったことを意味するとみる。したがって、損害の発生について予測不可能であれば不法行為責任を負うことはなく、予測可能でも損害発生を回避するための対策を十分に講じていればやはり不法行為責任は発生しないことになる。

#### 過失の判断基準
過失の有無については当該状況下で通常なすべき注意の内容を検討し判断されることになる。
過失の判断においては、1.侵害される利益の重要性、2.結果発生の蓋然性と、3.行為義務を課すことによって犠牲となる利益を比較して、1と2の方が大きいとされる場合には「過失あり」とするような定形化の試み（ハンドの定式）も見られるが、過失について統一的な基準を示すことは容易でなく判断基準の定式化については今後の課題となっている。

### 権利侵害（違法性）

#### 違法性の概念
日本法においては権利侵害があったことは709条において不法行為成立のための要件としてあげられている。ただし、諸外国にはそもそも権利侵害を要件として挙げることなく損害発生によって不法行為責任を認める法制もある。
2004年民法改正前の709条は「故意又ハ過失ニ因リテ他人ノ権利ヲ侵害シタル者ハ之ニ因リテ生シタル損害ヲ賠償スル責ニ任ス」と定められ、本条の「権利」の意義をめぐって論戦が繰り広げられてきた経緯がある。「権利」の意味を巡る論争は桃中軒雲右衛門事件に始まる。これは有名な浪曲師であった雲右衛門の浪花節をレコード化したが、別の業者が勝手にレコードを複製販売したことに対して損害賠償を求めた事件である。このときに大審院は浪花節は著作権法上の著作権で無ければそれが侵害されたとしても不法行為による損害賠償請求をすることができないと判示した（大刑判大3・7・4刑録20輯1360頁）。そこでは709条にいう「権利」とは法律上の権利であると考えられていた。
この判断は後の大学湯事件で変更される。この事件は「大学湯」というのれん（老舗ともいう）に対する侵害について不法行為責任を追及したものである。原審は「のれん」が法律上の権利ではないという理由で不法行為の成立を否定したが、大審院は709条の「権利」とは不法行為による救済を与えるべき利益のことであるとして「権利」を広く解釈した（大判大14・11・28民集4巻670頁）。
そもそも立法者は権利概念について広く捉えていたにもかかわらず、かつての判例においては権利概念について厳格な判断がなされたため不法行為の成立が制限されるという弊害が生じ、これに対して学説においては末川博が権利侵害の要件を違法性とするように主張し、また、我妻栄が違法性を被侵害利益の種類と侵害行為の種類の相関関係において判断すべきとみる相関関係説を説くなど、権利侵害の要件を違法性と捉えるのが通説的な立場となるに至った。
以上のように判例・学説では法律上の権利か否かを問わず法律上保護すべき利益に対する侵害があれば不法行為が成立すると解されるようになった。これら不法行為の法益を広く捉える見解は2004年の民法改正において法文に取り込まれ、「故意又ハ過失ニ因リテ他人ノ権利ヲ侵害シタル者ハ…」という709条の規定が「故意又は過失によって他人の権利または法律上保護される利益を侵害した者は…」と改正された。

#### 違法性と過失
上述の通り、過失の要件は、主観的な要素（加害者の不注意等）ではなく、客観的な要素（予見可能性に基づく結果回避義務違反）を基礎として判断されるようになった。それに伴い、過失の要件と違法性の要件は、その内容にほとんど違いがなくなったことが指摘されている。
すなわち、違法性判断における違法性とは、〈結果を発生させた加害者の行為が不法行為法上違法と評価されるか〉の問題である。これを権利に重点を置いて言い直せば、〈侵害された被害者の権利・利益が不法行為法上保護されるべきか〉の問題であるとも表現できる。ここで「違法」や「権利侵害」の意義が問題となるが、判例によれば、ここにいう「違法」ないし「権利」は法律上の権利に限られないとされており、現在これに異論はないと思われる。そうすると、不法行為法上の違法とはいっても、不法行為法においては、刑事法のような違法な行為類型についての明文の規定があるわけではなく、また行政法のように行政行為に根拠規定が必要とされてそれを欠けば違法となるわけでもないので（刑事法では「殺人罪」「傷害罪」「窃盗罪」等、明文の規定がある。また、根拠規定を欠く行政行為は「違法な」行政行為である）、どこまでが不法行為法上の違法となるのか一義的には決まらない。結局、ここでは、損害の公平分担や被害者救済、不法な侵害の抑止といった不法行為法の基本理念に基づき、加害者側の行動の自由と被害者側の権利利益の保護との均衡点を探ることが期待されていると解される。具体的には、侵害された利益の性質や重要性、侵害の程度、加害者の立場・地位、あるいは侵害を避けるために必要な費用等の諸要素を総合衡量した上で、加害者の行為が違法か否か、あるいは、侵害された権利・利益が不法行為法上保護されるべきか否かの判断をすることとなる。
他方、過失の要件が客観化され、結果回避義務違反として捉えられた場合、その判断においても、上記と同様のことが言える。なぜなら、過失判断における結果回避義務とは、〈発生した侵害を避けるべき不法行為法上の義務があったか〉の問題であるが、こうした不法行為法上の義務は刑法や行政法のように明文で規定されているわけではなく、一義的には決まらないので、結局、上記のような総合衡量に基づき判断するほかないからである。
以上のような過失概念の客観化によって過失の要件と違法性の要件との関係が改めて問題となるに至った。
- 違法性・過失併存説

違法性と過失はともに不法行為の要件であるとする学説。従来からの通説の立場とされる。
- 違法性一元論（違法性重視説）

過失は結果回避義務違反にほかならないとみて不法行為の要件として違法性に一元化する学説。この学説に対しては違法性という本来ドイツ法特有の概念を規定上にも存在しない日本民法の解釈において大きな役割を担わせることは解釈論として難があるとの批判がある。
- 過失重視説

不法行為の対象が法律上保護される利益にまで拡張が図られた以上、違法性論はその役割を終え、不法行為の要件としては過失に尽きるとみる学説。

### 損害の発生
不法行為責任は損害賠償責任を内容とするものである以上、不法行為が成立するには損害の発生が要件となる。損害の発生については原告側に立証責任がある。
何をもって損害が発生したと見るかについては争いがあり、大きく分けて差額説と損害事実説の2つの立場がある。前者は「仮に加害行為がなかった場合の被害者の財産状態（α）」を想定した上で「現在の被害者の財産状態（β）」との差額（α−β）を「損害」と捉えるのに対し、後者は発生した事実そのもの（たとえば、被害者の死亡の事実そのもの）を「損害」と捉える点に違いがある。
差額説は要するに損害を金額で捉えようとする立場であるが、これは不法行為責任が金銭による損害賠償を中心とする点からすれば極めて素直な立場であるし（加害者にいくら賠償させるかは、被害者が加害行為のせいでどれだけ余計な出費をさせられたかによって決めるのが素直であろう）、すべてを金額に置き直す点で明確に損害を確定できそうに思われる。
しかし、精神的苦痛など必ずしも金額的損害があるとはいいにくい場合でも、これに対する賠償（慰謝料請求）を認めるのが一般的見解であるが、差額説によると、必ずしもその理論的根拠が明らかでない。また、被害者が死亡した場合には将来の給与収入等（α）も損害の一項目として計算される（α−β；本来αの収入があったはずなのに、それが加害行為によってβに減ったから。逸失利益と呼ばれる）。しかし、将来の収入等（α）はあくまで仮定的な財産状態に過ぎないため、差額説によった場合、どこまでが加害行為に起因する逸失利益なのか、加害行為と損害との間の因果関係の画定が容易ではない。
こうした難点を克服すべく、損害事実説、すなわち、発生した事実そのものを「損害」と捉えるべきであるという説が出てきた。この立場によれば、精神的苦痛を「損害」とすることは無理なく理解できる。また、逸失利益の計算も、損害（たとえば、被害者の死亡の事実）の金銭評価にすぎないこととなるため、差額説で問題となった加害行為と逸失利益との間の因果関係の存否も理論上は問題とする必要がなくなる。
もっとも、この立場によっても、不法行為責任が金銭による損害賠償を中心とする以上、賠償額を決定する上で損害額がいくらか決定せざるを得ず、損害を金銭に評価しなおすことは避けて通れない。そうすると、具体的金額を算出するためには、結局のところ差額説に立った場合と同様、どこまでを逸失利益と評価すべきか画定せざるを得ず、損害事実説が差額説に対する批判を十分に克服できているかどうかは疑問が残る。
以上の2説のうち、差額説が伝統的な理解であり、裁判例も基本的にはこの立場を採っているとされる。
ただ、裁判所では、裁判ごとに認定額にばらつきが生じるのを防ぐべく、事案に応じた相場表のようなものを用意している。そして、損害額の認定においては、同表を参考にしたうえで、慰謝料等の損害項目を用いて金額調整が図られているようである。この点からすると、実際の裁判実務は損害事実説に近い運用がなされているといえるかもしれない。

### 因果関係
不法行為は行為者に対して損害に対する責任を課すものであるから、発生した損害と加害者の行為との間に因果関係が存在することが必須の要件となる。被告の行為と損害の発生との因果関係については原告側に立証責任がある。
「あれなければこれなし」という関係（事実的因果関係）だけでは際限なく関連性が認められる場合もある。これを防ぐために適切と思われる範囲で制限するため、社会通念上、その行為がなければその損害が生じなかったことが認められ、かつ、そのような行為があれば通常そのような損害が生じるであろうと認められるような関係、つまり、相当因果関係（不法行為）という概念が用いられる。
なお、刑法においても相当因果関係という概念が用いられるが、不法行為法上のそれとは必ずしも同一ではないので注意が必要である。いずれも、無限定に広がりかねない因果関係を限定することによって、行為者に帰責すべき結果を相当な範囲に限定しようとする点において、同様の意図に基づくものといえる。しかし、それが具体的にどのような場合に認められるかについては、不法行為法上も、刑法上も、依拠する立場によって少しずつその範囲を異にする。証拠法の法理によれば、直接証拠が存在せずとも、多くの状況証拠により因果関係が推認され、不法行為と見做される場合もある。

### 責任能力
不法行為が成立するためには行為者に責任能力がなければならない（712条・713条参照）。責任能力は被告側の抗弁事由である（被告側に立証責任がある）。
不法行為の成立に責任能力が必要とされる理由について、伝統的理解によれば行為者に不法行為による責任を認めるには非難可能性がなければならないとする過失責任の原則（過失責任主義）からの要請と理解されてきたが、近時、学説においては先述のように過失の要件について加害者の不注意等ではなく予見可能性に基づく結果回避義務違反であると客観化されて理解されており、それに伴って責任能力についても本人保護のための政策的要請に基づくものであると理解されつつある。諸外国においても責任無能力者の範囲を限定する立法が多くなっている。
責任無能力者が責任を負わない場合には監督義務者の責任が問題となる（714条）。
- 未成年者

未成年者は他人に損害を加えた場合において、自己の行為の責任を弁識するに足りる知能を備えていなかったときは、その行為について賠償の責任を負わない（712条）。
- 精神上の障害により責任能力を欠く状態にある者

精神上の障害により自己の行為の責任を弁識する能力を欠く状態にある間に他人に損害を加えた者は、その賠償の責任を負わない。ただし、故意または過失によって一時的にその状態を招いたときは損害賠償責任を負わなければならない（713条）。
- 監督義務者の責任

未成年者や精神上の障害により自己の行為の責任を弁識する能力を欠く状態にある間に他人に損害を加えた者がその責任を負わない場合において、その責任無能力者を監督する法定の義務を負う者は、その責任無能力者が第三者に加えた損害を賠償する責任を負う（714条1項本文）。ただし、監督義務者がその義務を怠らなかったとき、またはその義務を怠らなくても損害が生じたであろう場合には責任を免れる（714条1項但書）。したがって、この責任の性質は中間責任である。
なお、監督義務者に代わって責任無能力者を監督する者も監督義務者と同様の責任を負う（714条2項）。

### 違法性阻却事由
違法性阻却事由が存在する場合には不法行為は成立しない。違法性阻却事由には正当防衛や緊急避難などがあるが、それぞれ刑法上の正当防衛や緊急避難とは要件などが異なるので注意を要する。なお、違法性阻却事由として構成せずに責任能力と併せて不法行為の成立阻却事由として構成する学説もある。
- 正当防衛

民法上の正当防衛とは、他人の不法行為に対して自己や第三者の権利あるいは法律上保護される利益を防衛するため、やむを得ず加害行為をしてしまうことであり、この場合には不法行為による損害賠償の責任を免れる。ただし、この規定は被害者から不法行為者に対して損害賠償を請求することを妨げるものではない（720条1項）。
- 緊急避難

民法上の緊急避難とは、他人の物から生じた急迫の危難を避けるためその物を損傷してしまうことであり、正当防衛の場合と同じく不法行為による損害賠償の責任を免れる（720条2項）。
- 正当行為

正当な業務による行為は不法行為とならないとされ（通説）、現行犯逮捕（刑事訴訟法213条）、争議行為（労働組合法8条）、親権者による相当な範囲内での懲戒権の行使（822条）、医療行為、スポーツの競技中における相対するプレーヤー間での行為などである。
- 被害者の承諾

被害者の承諾がある場合には原則として不法行為は成立しないが、社会的妥当性がなく公序良俗に反する場合には不法行為が成立する（通説）。
- 自力救済

自力救済は例外的に違法性が阻却される。

## 特殊不法行為
民法（714条以下）や特別法において一般不法行為の原則が修正された特殊不法行為が定められている。

### 民法上の特殊不法行為
- 監督義務者の責任（714条）
- 使用者責任（715条）
- 注文者責任（716条）
- 工作物責任（717条）
- 動物占有者の責任（718条）
- 共同不法行為（719条）

### 特別法上の不法行為
- 旅客に関する責任（商法第590条）
- 製造物責任法
- 国家賠償法
- 自動車損害賠償保障法
- 大気汚染防止法
- 水質汚濁防止法
- 原子力損害の賠償に関する法律

## 不法行為の効果
一般不法行為も特殊不法行為もその効果は原則として損害賠償である。

### 金銭賠償の原則
損害賠償は、別段の意思表示がなければ金銭賠償が原則である（金銭賠償の原則、722条1項・417条）。原状回復などの特定的救済は名誉毀損の場合（723条）などに例外的に認められる。
ドイツ民法のように原状回復を原則とするものがあるものの、最終的には金銭賠償による処理がなされる場合が多いとされる。
損害の賠償には財産的損害に対する賠償と精神的損害に対する賠償（慰謝料）があり、前者には積極的損害（積極損害）と消極的損害（消極損害、逸失利益）がある。ただし、厳密には民法は精神的損害に限らず広く非財産的損害に対する賠償を認めており（711条）、法人のように精神的損害を観念できない場合にも名誉や信用に対する損害の発生があれば損害賠償が認められる（最判昭39・1・28民集18巻1号136頁）。

### 損害賠償請求権者
- 自然人・法人

自然人・法人は当然に損害賠償請求権者となる。
- 権利能力なき社団・財団

権利能力なき社団・財団も損害賠償請求権者となる（民事訴訟法29条）。
- 胎児

胎児にも損害賠償請求権が認められている（721条）。
- 近親者に対する損害の賠償（711条）

### 損害賠償の範囲と賠償額の算定

#### 損害賠償の範囲
416条の規定は不法行為にも類推適用される（通説・判例。判例として大判大15・5・22民集5巻386頁、最判昭48・6・7民集27巻6号681頁）。

#### 損害賠償額の算定
- 積極的損害
積極的損害とは積極的な形で現実に支出された費用を指し、入院費・治療費・付添費・見舞費用・墓碑建設費・仏壇購入費・弁護士費用・立替費用などが相当とみられる範囲内において積極的損害にあたるとされる[50][58][59]。
- 消極的損害
消極的損害は不法行為がなければ得られたであろう利益であり、得べかりし利益あるいは失われた利益という意味で逸失利益とも呼ばれる[50][60][61]。
- 慰謝料
慰謝料は生命・身体・自由・名誉など精神的損害に対する賠償である[53]。財産的損害の場合とは異なり非財産的損害においては算定は裁量によるほかないが、慰謝料額は実務上においておおよその基準額が形成されている[52][62]。

#### 損害賠償額の調整
- 損益相殺
  - 不法行為によって被害者が一定の利益を得た場合（保険金等）には損害賠償額は減額調整される[63]。
- 過失相殺
  - 不法行為の発生において被害者側にも過失が認められる場合にも損害賠償額は減額調整される[63]。ただし、債務不履行責任においては、裁判所は、これを必ず認容額の計算に反映させなければならないとされているのに対し（418条）、不法行為責任においては被害者側に過失が認められる場合であっても、裁判所はそれを賠償額の計算に反映させず損害額全額を認容することができる（722条2項）。
  - これは、不法行為責任においては、被害者救済の見地から、裁判所により広い裁量を認める趣旨の規定であって、債務不履行責任との大きな違いのひとつといえる。
  - 過失相殺を行うには、未成年者の場合、責任能力がなくとも事理弁識能力が備わっていれば足りる（最大判39・6・24民集18巻5号854頁）[64]。

### 損害賠償請求権の行使期間

#### 時効期間
不法行為による損害賠償の請求権は、次に掲げる場合には、時効によって消滅する（民法第724条）。
1. 被害者またはその法定代理人が損害及び加害者を知った時から3年間行使しないとき（1号）
  - 加害者を知った時については「加害者に対する賠償請求が事実上可能な状況のもとに、その可能な程度にこれを知つた時」を意味すると解されている（最判昭和48年11月16頁民集27巻10号1374頁）。
  - 特則として2020年（令和2年）4月1日から施行される民法の一部を改正する法律（平成29年法律第44号）では、人の生命又は身体の侵害による損害賠償請求権の消滅時効期間は、損害及び加害者を知った時（権利を行使することができることを知った時）から5年に延長されている（民法724条の2）[65]。
2. 不法行為の時から20年を経過したとき（2号）
  - 20年の期間について判例は除斥期間と解釈してきたが、民法の一部を改正する法律（平成29年法律第44号）で時効期間であることが明記された[66]。
  - この除斥期間の起算点は「不法行為の時」とされているが、旧民法724条後段の判例には身体に蓄積する物質が原因で人の健康が害される場合で、一定の潜伏期間が経過した後に症状が現れる疾病など、加害行為から相当期間たってから損害が発生する場合は、損害発生時から起算するとした判例がある（最判平成18年6月16日民集60巻5号1997頁）。

#### 改正の趣旨
改正前の民法724条では「不法行為による損害賠償の請求権は、被害者またはその法定代理人が損害及び加害者を知った時から三年間行使しないときは、時効によって消滅する。不法行為の時から二十年を経過したときも、同様とする」と規定されていた。しかし、この規定には次のような問題があった。
- 民法724条前段により被害者またはその法定代理人が損害及び加害者を知った時から3年間行使しないときは損害賠償請求権は時効によって消滅するとされ、これは時の経過によって不法行為要件の有無や損害についての証明が困難となり被害者感情も薄れることなどを根拠としていたが、立法論としては3年という期間は現代においては短きにすぎ被害者救済の点から問題とされ、時効の起算点を遅らせるなど法解釈上の努力が重ねられてきた[67][68][69]。民法の一部を改正する法律（平成29年法律第44号）は生命・身体の侵害による損害賠償請求権の時効期間を長期化する特則を設けた[65]。
- 民法724後段の「不法行為の時から二十年」については判例で除斥期間を規定したものと解されていた（最判平成元年12月21日民集43巻12号2209頁）。しかし、除斥期間と解釈すると被害者の相続人が被害者の死亡を知らないまま20年が経過した場合に不都合であることから、民法の一部を改正する法律（平成29年法律第44号）では20年の期間は除斥期間ではなく時効期間であることが明文化された[66]。

## 債務不履行責任との関係
ある行為が不法行為責任と債務不履行責任の両方の成立要件を満たす場合には請求権の競合という問題を生じる。この場合、当事者はいずれを行使することも可能であるとみる請求権競合説、いずれか一方の請求権が優先するとみる法条競合説、要件と効果は両制度の規範上における調整によって一つの請求権に統合されるとみる規範統合説などが対立するが、多数説・判例は請求権競合説をとっており被害者は加害者に対して不法行為責任を追及することも債務不履行責任を追及することもできるとする（詳しくは訴訟物を参照）。
不法行為に基づく損害賠償請求権が消滅時効にかかっても、債務不履行に基づく損害賠償請求権が消滅時効にかかっていなければ債務不履行責任が認められうる（最判昭50・2・25民集29巻2号143頁）。ただし、民法の一部を改正する法律（平成29年法律第44号）により、人の生命又は身体の侵害による損害賠償請求権の長期の時効期間は、不法行為に基づく損害賠償請求権が不法行為の時（権利を行使することができる時）から20年（民法724条）、債務不履行に基づく損害賠償請求権も権利を行使することができる時から20年（民法167条）で同じになっている。